# Выборы в Всесоюзный съезд Советов (1924)
Безальтернативные выборы на II-й всесоюзный съезд Советов прошли в январе 1924 года, на котором было избрано или делегировано 2124 депутата.

## Ход выборов
Де-факто, выборы представляли собой делегацию членов от автономных правительств красных сил, которые представляли интересы своего правительства и автономии на съезде.
Некоторое население сельской местности бойкотировала или голосовала за беспартийных кандидатов, срывала процесс делегирования полномочий, ввиду падения сельского одобрения деятельности РКП(б), однако при этом женщины наоборот, показали довольно высокий уровень явки.
Не менее значимую проблему создал и тот факт, что гибель Ленина привела к тому, что РКП(б) фактически потеряла единого лидера, и постепенно начиналась внутрипартийная борьба. В частности, Сталин смог начать усиливать свои позиции, и протолкнуть часть своих делегатов на съезд.
Ввиду крайне низкой явки, результаты выборов во многих населенных пунктах были отменены.

## Итог выборов
| II-ой всесоюзный съезд советов        |                                                  |        |        |       |       |       |
| Партия                                | Партия                                           | Голоса | Голоса | Места | Места | Места |
| Партия                                | Партия                                           | No.    | %      | До    | После | +/–   |
|                                       | Российская коммунистическая партия (большевиков) | —      | 92,93  | 2082  | 1974  | ▼-108 |
|                                       | Беспартийные                                     | —      | 7,07   | 127   | 150   | ▲23   |
|                                       |                                                  |        |        |       |       |       |
| Действительных голосов                | Действительных голосов                           | —      | —      | —     | —     | —     |
| Недействительных голосов              | Недействительных голосов                         | —      | —      | —     | —     | —     |
| Всего                                 | Всего                                            | —      | 100.00 | 2214  | 2124  | ▼-90  |
| Зарегистрированных избирателей / Явка | Зарегистрированных избирателей / Явка            | —      | —      | —     | —     | ▬     |